# Волков Олександр Олександрович (режисер)
Олександр Олександрович Волков (нар. 27 грудня 1881, Москва — пом. 22 березня 1942, Рим) — російський режисер, актор, художник, який деякий час працював в Україні.
В кіно з 1913 року. Артист Імператорської опери. Втративши голос, почав працювати в московському кіно-товаристві «П. Тіман і Ф. Рейнгардт». З 1917 року переходить на роботу в Ательє «І. Єрмольєв». Після переїзду Єрмольєва в 1918 році до Ялти створює ряд фільмів в Україні.
З лютого 1920 року працює в еміграції в Франції на кіностудії «Альбатрос»

## Вибіркова фільмографія
- 1913 — «Ключі щастя»
- 1918 — «Дармоїдка»
- 1918 — «Конкурс краси»
- 1919 — «Люди гинуть за метал»
- 1919 — «Життя Батьківщині, честь нікому» (разом з Ф. Морським)
- 1919 — «Павутина»
- 1919 — «Чорні ворони»